# 조주홍
조주홍(趙周洪, 1969년 10월 15일 ~ )은 대한민국의 제10·11대 경상북도의원이었다.

## 학력
- 대륜고등학교 졸업
- 영남이공대학교 토목학과 졸업
- 홍익대학교 경영학과 졸업
- 경북대학교 정책정보대학원 정치리더쉽과 졸업

## 경력
- 한국JC 경북지구 영덕청년회의소 회장
- 한나라당 경북도당 미래세대위원장
- 제17대 대통령 선거 한나라당 경북도당 선거대책위원회 공동청년본부장
- 법무부 영덕지방검찰청 법사랑위원회 운영위원
- 법무부 포항교도소 교정위원회 교정위원
- 영덕소방서 소방행정자문단 부단장
- 한국청년회의소 경북지구 영덕청년회의소 회장
- 한국스카우트 경북연맹 영덕군 연합회장
- 새누리당 경북도당 홍보위원장
- 제18대 대통령 선거 새누리당 경북도당 선거대책위원회 유세본부장
- 2014.07 ~ 2018.06 제10대 경상북도의회 의원
- 2014.07 ~ 2016.07 제10대 경상북도의회 전반기 농수산위원회 위원
- 2014.07 ~ 2016.07 제10대 경상북도의회 전반기 예산결산특별위원회 위원
- 2014.09 ~ 2014.09 제10대 경상북도의회 원자력안전특별위원회 위원
- 2016.07 ~ 2018.06 제10대 경상북도의회 후반기 문화환경위원회 위원
- 2016.09 ~ 2016.09 제10대 경상북도의회 대구공항이전특별위원회 위원
- 2017.12 ~ 2018.06 제10대 경상북도의회 지진대책특별위원회 위원
- 제10대 경상북도의회 정책연구위원회 부위원장
- 자유한국당 경북도당 부위원장
- 2018.07 ~ 2021.05 제11대 경상북도의회 의원
- 2018.07 ~ 2020.07 제11대 경상북도의회 전반기 문화환경위원회 위원장
- 2018.07 ~ 2020.07 제11대 경상북도의회 전반기 예산결산특별위원회 위원
- 2018.11 ~ 2020.01 제11대 경상북도의회 원자력대책특별위원회 위원
- 2019.02 ~ 2019.02 제11대 경상북도의회 경상북도문화관광공사사장후보자인사검증위원회 위원
- 제11대 경상북도의회 문화관광일자리연구회 대표
- 제11대 경상북도의회 농어촌청년희망특별위원회 위원
- 2020.07 ~ 2021.05 제11대 경상북도의회 후반기 행정보건복지위원회 위원
- 2020.07 ~ 2021.05 제11대 경상북도의회 후반기 예산결산특별위원회 위원

## 수상
- 제6회 우수의정대상 전국시도의회의장협의회 수상

## 논란
- '선거법 위반' 조주홍 경북도의원…당선 무효형 확정 2021년 5월 3일

## 역대 선거 결과
|  | 75.17% |

|  | 42.30% |